# 리디아어
리디아어는 오늘날의 튀르키예에 해당하는 서부 아나톨리아의 리디아 지역에서 쓰인 사어이다. 오늘날에는 아나톨리아어파에 속한 것으로 간주되고 있지만, 다른 아나톨리아어파의 언어들과는 공유하지 않는 특징들도 갖고 있다. 이러한 특징이 리디아어의 고유의 발달 사항인지, 다른 아나톨리아 언어들이 이러한 특징을 잃어버린 것인지는 명확하지 않다. (Melchert 2004)

## 참고 문헌
- Craig Melchert "Lydian" p. 601-607, ed. Roger D. Woodard (2004). 《The Cambridge Encyclopedia of the World's Ancient Languages ISBN 0-521-56256-2》. Cambridge University Press. |제목=에 templatestyles stripmarker가 있음(위치 61) (도움말)